# Alice S. Rossi
Alice S. Rossi (geb. Alice Emma Schaerr)  (* 24. September 1922 in New York City; † 3. November 2009 in Northampton, Massachusetts) war eine US-amerikanische Soziologin, die 1983 die 74. Präsidentschaft der American Sociological Association (ASA) innehatte. Sie wurde durch ihre Beiträge zur soziologischen Frauen- und Genderforschung bekannt.
Schaerr absolvierte 1947 das Brooklyn College und wurde zehn Jahre später an der Columbia University, bei Robert K. Merton, zur Ph.D. promoviert. Anschließend war sie an verschiedenen Hochschulen als research associate. Erst 1974 erhielten sie und auch ihr Ehemann Peter H. Rossi Professorenstellen für Soziologie an der University of Massachusetts Amherst. Dort lehrte und forschte sie bis zu ihrer Pensionierung 1991.
1986 wurde Rossi in die American Academy of Arts and Sciences gewählt.

## Schriften (Auswahl)
- Herausgeberin: Sexuality across the life course. University of Chicago Press, Chicago 1994, ISBN 0226728331.
- Herausgeberin: Gender and the life course. Aldine Pub. Co., New York 1985, ISBN 020230311X.
- Feminists in politics. A panel analysis of the First National Women's Conference. Academic Press, New York 1982, ISBN 0125982801.
- Herausgeberin: The feminist papers. From Adams to de Beauvoir. Columbia University Press, New York 1973, ISBN 0231037953.
- Seasons of a Woman's Life, in: Bennett M. Berger (Hrsg.): Authors of their own lives : intellectual autobiographies by twenty American sociologists, Berkeley : University of California Press, 1990, S. 301–322